# Międzynarodowy Festiwal Filmowy w San Sebastián

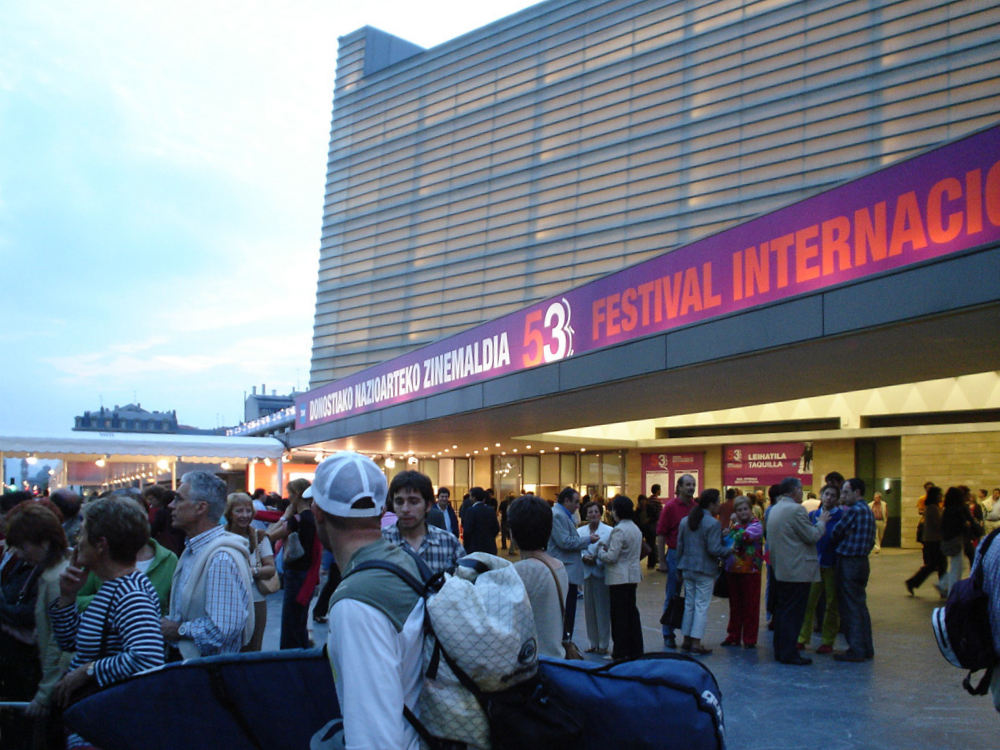
Kursaal podczas 53. edycji festiwalu

Międzynarodowy Festiwal Filmowy w San Sebastián (hiszp. Festival Internacional de Cine de San Sebastián, bask. Donostia Zinemaldia) – festiwal filmowy odbywający się w San Sebastián w Hiszpanii od 1953. Główną nagrodą sekcji konkursowej przyznawaną przez jury dla najlepszego filmu imprezy jest Złota Muszla.

## Nagrody

### Nagrody aktualne
Nagrody możliwe do zdobycia na Festiwalu to:
- Złota Muszla – za najlepszy film
- Srebrna Muszla za najlepszą rolę pierwszoplanową (od 2021)
- Srebrna Muszla za najlepszą rolę drugoplanową (od 2021)
- Srebrna Muszla za najlepszą reżyserię
- Specjalna Nagroda Jury
- Nagroda Jury za najlepszy scenariusz
- Nagroda Jury za najlepsze zdjęcia
- Nagroda Donostia – za szczególny wkład w świat kinematografii (nagroda honorowa)[2]
- Zinemira – za szczególny wkład w kino baskijskie (nagroda honorowa)[3]

### Nagrody wycofane
- Srebrna Muszla za najlepszą rolę męską (1953-2020)
- Srebrna Muszla za najlepszą rolę kobiecą (1953-2020)

## Nagrody dla polskich filmowców
Lista nagród zdobytych przez artystów polskich:

### Złota Muszla
1. (1958) Ewa chce spać reż. Tadeusz Chmielewski
2. (1980) Dyrygent reż. Andrzej Wajda
3. (1985) Yesterday reż. Radosław Piwowarski

### Srebrna Muszla za najlepszą reżyserię
1. (1967) Jowita reż. Janusz Morgenstern
2. (1989) Konsul reż. Mirosław Bork

### Srebrna Muszla za najlepszą rolę męską
1. (1976) Zdzisław Kozień – Skazany
2. (1985) Piotr Siwkiewicz – Yesterday

### Srebrna Muszla za najlepszą rolę żeńską
1. (1992) Krystyna Janda – Zwolnieni z życia